# Speedo
Speedo es un fabricante australiano de bañadores que comenzó en Bondi Beach en Sídney, Australia. Speedo es actualmente el mayor vendedor del mundo de trajes de baño de marca y fabrica productos tanto de uso cotidiano como para natación competitiva. Su marca registrada es un boomerang rojo.
Hoy la empresa tiene la sede en Nottingham, Inglaterra, y pertenece al Grupo Pentland con sede en Londres.

## Historia
La empresa fue fundada en 1914 por el fabricante Alexander MacRae como McRae Hosiery manufacturers y luego MacRae Knitting Mills. En un esfuerzo para ampliar su empresa en trajes de baño. En 1928 se adoptó el nombre Speedo después de que la firma desarrollase su diseño de trajes de baño Racerback, Fabricando uno de los primeros diseños expresamente atléticos. El nombre se lo dio el Capitán Jim Parsons que ganó una competición de empresa con el lema "Speed on in your Speedos."
Durante la Segunda Guerra Mundial la compañía cambió casi toda su producción a materiales de guerra como las mosquiteras. Speedo volvió a la producción habitual tras la guerra y llegando a ser una empresa pública en 1951. En 1955 Speedo introdujo el nylon en su tela para trajes de baño de competencia. En los Juegos Olímpicos de Melbourne 1956 se realizó el estreno de la tela nueva y la introducción de los trajes de baño masculinos, que se han asociado desde entonces con la marca. La empresa rápidamente se amplió en la arena internacional desde esa época hasta la actualidad, afirmando que el 70 por ciento de las medallas nadadoras han sido ganadas por atletas que llevan sus productos en el Juegos Olímpicos de los años 1968, 1972 y 1976.
Durante los años 1970 y los años 80, fueron incorporadas en el diseño de trajes de baño de la empresa telas nuevas como la lycra. Durante los últimos años 1990 la empresa centró su atención a su aquablade y las cadenas de producción fastskin de trajes de baño de competición. Los diseños emplean telas nuevas que reducen la resistencia en el agua al reproducir las características biológicas de la piel de varios animales marítimos como el tiburón.
Aunque Speedo todavía fabrique los calzoncillos tradicionales, jammers, y los diseños de racerback que la hicieron famosa, los últimos diseños de trajes de baño competitivos incorporan los trajes que proporcionan la mayor cobertura a los brazos, piernas, y el resto del cuerpo hasta completar la parte superior. Sus trajes de alta calidad tienen un precio que ronda los 300$ para los modelos Fastskin II y la serie FS Pro. La empresa sigue fabricando trajes de baño de uso ocasional, gafas protectoras, tapones para los oídos, gorros de natación, toallas, trajes, ropa, relojes, sandalias, voleyplaya y productos de triatlón, salvavidas, y provisiones para monitores de natación tanto amateur como competitivos.
En marzo de 2007 en una tentativa de apelar a una audiencia más joven, la colaboración de Speedo con la marca japonesa Comme des Garcons dio a la tienda británica de moda Topshop con una colección de Speedo clásicos de mujer.

## Competidores
Muchas empresas de ropa deportiva, como AquaZone Archivado el 20 de julio de 2013 en Wayback Machine., Nike, Inc. y Adidas han ampliado su gama de productos para reflejar tendencias recientes en el deporte de agua (siendo competencia directa de Speedo), ofreciendo líneas múltiples de trajes de baño deportivos y trajes de baño. Competidores específicos que como Speedo son exclusivamente de los deportes acuáticos son AquaZone Archivado el 20 de julio de 2013 en Wayback Machine., Arena, Turbo y Diana. De la misma manera la mayor parte de diseñadores de marcas como Dolce & Gabbana o Calvin Klein han creado colecciones de trajes de baño que son más recreativas o de moda.

## Atletas
Muchos atletas patrocinados por Speedo son Grant Hackett, Michael Klim, Megan Jendrick, Greg Louganis, Janet Evans, Michael Phelps, Lewis Gordon Pugh, Natalie Coughlin, Amanda Beard, Dawn Fraser, y Kōsuke Kitajima